# 达纳·斯通
达纳·黑曾·斯通（英語：Dana Hazen Stone，1939年4月18日—？），美国摄影记者。越南战争期间，他受雇于CBS、合众国际社、美联社，被派往东南亚的南越、老挝、柬埔寨进行采访。
1970年4月，他与肖恩·弗林驾驶租到的红色本田摩托车自金边出发，前往柬埔寨前线，被越南人民军抓获，此后失踪。据1991年3月24日星期日泰晤士报刊登的调查，他们被越南人民军移交给了红色高棉游击队，此后再也没有他们的消息。
肖恩·弗林和达纳·斯通二人于1984年被宣告死亡。